# Petitesse
Als Petitesse (frz. petit ‚klein‘) kann eine Sache benannt werden, die im Auge des Betrachters eine Kleinigkeit von geringem Wert ist. Damit kann aber auch ein Ereignis von geringer Bedeutung, also eine Nebensächlichkeit gemeint sein, oder eine Nichtigkeit.
Der Begriff war nahezu aus dem deutschen Sprachgebrauch verschwunden, bis er von Ex-Bundeskanzler Willy Brandt in einer markanten Aussage verwendet und infolgedessen von Medien aufgegriffen wurde, was der Petitesse zu neuer Bekanntheit verhalf.